# Heinrich Marti
Heinrich Marti (* 30. März 1930 in Zürich; † 7. Februar 2016 in Küsnacht) war ein Schweizer Lehrer und Altphilologe.

## Leben
Marti studierte Klassische Philologie an der Universität Zürich und wurde daselbst 1959 mit der Dissertation Untersuchungen zur dramatischen Technik bei Plautus und Terenz bei Heinz Haffter promoviert. Anschliessend arbeitete er als Hauptlehrer mit den Fächern Latein und Geschichte, später auch Altgriechisch, am Realgymnasium Rämibühl in Zürich, später an der Kantonsschule Freudenberg. Dort war er ab 1970 Prorektor und von 1975 bis zu seiner Pensionierung 1990 Rektor. Daneben war Marti Mitglied der Eidgenössischen Maturitätskommission und Präsident der Diplomkommission Höheres Lehramt im Kanton Zürich.
Neben seiner Arbeit als Gymnasiallehrer hatte Marti ab 1967 zahlreiche Lehraufträge an der Universität Zürich inne, wo er sich 1970 mit der Schrift Übersetzer der Augustin-Zeit: Interpretation von Selbstzeugnissen habilitierte. 1978 wurde er zum Titularprofessor ernannt; 2000 trat er von dieser Position zurück.
Heinrich Marti starb am 7. Februar 2016 im Alter von 85 Jahren.